# 阿布加尔九世
阿布加尔九世（英語：Abgar IX Severus），又名阿布加尔·塞维鲁，奥斯若恩君主。201年，受洗为基督徒，并宣布基督教为国教。212年，阿布加尔九世继其父亲阿布加尔八世之后继位。213年，阿布加尔九世和他的儿子被传唤到罗马，并被罗马皇帝卡拉卡拉下令谋杀。一年后的214年，卡拉卡拉取缔了奥斯若恩的独立，并将其改为罗马帝国的一个省。

## 文献
- Ball, Warwick. . Routledge. 2000. ISBN 0-415-11376-8.
- Ross, S.K. . Taylor & Francis. 2000. ISBN 978-1-134-66063-6.